# Hanriot LH.10
Le Lorraine-Hanriot LH.10 est une famille de monoplans d'entraînement construits en France au début des années 1930. La version la plus produite et la mieux connue et le LH.16, plus tard connu sous la désignation Hanriot H.16. C'était un monoplan à ailes « parasol ». Le pilote et l'instructeur étaient installés en tandem dans un poste de pilotage ouvert.
En juillet 1931, le Lorraine-Hanriot LH.10 est comparé aux Caudron C.220 et Morane-Saulnier MS.311 par les pilotes du Service technique de l'aéronautique à Villacoublay.
Les premières versions de la famille étaient équipées des moteurs en étoile, mais la version définitive, le LH.16 de 1933, reçut un moteur en ligne. Cette version fut évaluée par l'armée de l'air française et une commande initiale de 60 appareils fut lancée. Celle-ci fut rapidement modifiée ne comprenant plus que 15 appareils d'entraînement mais ajoutant 29 appareils destinés à des missions d'observation et équipés d'une mitrailleuse au poste arrière. Après une brève carrière militaire, les H.16 furent versés à l'Aviation populaire pour la formation des pilotes.

## Variantes
- LH.10 - version initiale équipée d'un moteur Lorraine 5Pa (2 exemplaires)
- LH.11 - version équipée d'un moteur Lorraine 5Pb (2 exemplaires)
  - LH.11bis
- LH.12 - version équipée d'un moteur Salmson 9Ac (1 exemplaire)
- LH.13 - version équipée d'un moteur Lorraine 5Pb (5 exemplaires)
- LH.16 - version définitive équipée d'un moteur Renault 4Pdi (15 exemplaires)
  - H.16/1 - version d'observation armée dérivée du H.16 (29 exemplaires)

## Opérateurs
France
- Armée de l'air